# Гордон (тауншип, Миннесота)
Гордон (англ. Gordon) — тауншип в округе Тодд, Миннесота, США. На 2000 год его население составило 545 человек.

## География
По данным Бюро переписи населения США площадь тауншипа составляет 90,4 км², из которых 72,2 км² занимает суша, а 18,3 км² — вода (20,19 %).

## Демография
По данным переписи населения 2000 года здесь находились 545 человек, 214 домохозяйств и 154 семьи.  Плотность населения —  7,6 чел./км².  На территории тауншипа расположено 345 построек со средней плотностью 4,8 построек на один квадратный километр. Расовый состав населения: 97,06 % белых, 0,18 % коренных американцев, 0,92 % — других рас США и 1,83 % приходится на две или более других рас. Испанцы или латиноамериканцы любой расы составляли 1,83 % от популяции тауншипа.
Из 214 домохозяйств в 28,0 % воспитывались дети до 18 лет, в 66,8 % проживали супружеские пары, в 3,3 % проживали незамужние женщины и в 28,0 % домохозяйств проживали несемейные люди. 23,8 % домохозяйств состояли из одного человека, при том 8,4 % из — одиноких пожилых людей старше 65 лет. Средний размер домохозяйства — 2,55, а семьи — 3,07 человека.
25,5 % населения — младше 18 лет, 4,6 % — в возрасте от 18 до 24 лет, 26,1 % — от 25 до 44, 25,1 % — от 45 до 64, и 18,7 % — старше 65 лет. Средний возраст — 40 лет. На каждые 100 женщин приходилось 108,0 мужчин.  На каждые 100 женщин старше 18 приходилось 107,1 мужчин.
Средний годовой доход домохозяйства составлял 39 531 доллар, а средний годовой доход семьи —  42 500 долларов. Средний доход мужчин —  28 750  долларов, в то время как у женщин — 18 125. Доход на душу населения составил 16 908 долларов. За чертой бедности находились 7,3 % семей и 8,6 % всего населения тауншипа, из которых 10,0 % младше 18 и 6,5 % старше 65 лет.